# Kenneth Zseremeta
Winslow Rosso kenneth zseremeta , (nacido , 30 de julio de 1966) es un entrenador de fútbol profesional licencia FIFA, nacionalidad panameña-alemana Actualmente se encuentra en estado de agente libre. Mundialista FIFA sub-17. Graduado en Alemania federación alemana de fútbol, programa FIFA para entrenadores Élite, escuela de entrenadores  avalada por concacaf licencia A. Sancionado por la  20 acon una inhabilitación de ños  

## Historia
Zseremeta estudió en el colegio José Antonio Remón Cantera y la Salle se graduó en el año 1985.
En esa época, casi no le interesaba mucho al fútbol, pero eso fue cambiando con el tiempo. En la universidad, obtuvo el título de arquitectura, pero por cosas de la vida, Zseremeta decidió estudiar en la federación alemana, luego tomó cursos administrativos y posteriormente llegó a hacer pasantías en varios clubes, uno de ellos el Panamá, Ecuador, costa rica, Alemania, España. 
Regresó a Panamá para entrenar diversos equipos femeninos, con los que fue escalando hasta que llegó a ser el seleccionador nacional por 15 años, en los que clasificó al equipo hasta los cuartos de final de una Copa de Oro.
En 2006, Laureano González, quien era miembro de la Federación de Fútbol de Venezuela y quien se encargaba de manejar la categoría femenina, lo invitó a visitar Venezuela y el panameño estuvo dos semanas trabajando en el UCAB Spirit junto a Rolando Bello.
Zseremeta, llegó a Caracas, llevado por un deportista de esa nacionalidad, Rolando Bello, ex seleccionador de la Universidad Católica Andrés Bello.
Desde el año 2008, el corazón de Zseremeta se fue tiñendo de 'vinotinto' con una categoría que se encontraba en el olvido.
Se le dio luego, la oportunidad de conducir a las 'vino tinto', versión femenina, a la salida de Bello y en 2010 logró la primera clasificación de la selección a un Mundial Sub-17, el de Trinidad y Tobago, luego de obtener un tercer lugar en el Suramericano de Brasil.
La selección femenina no recibía la atención que recibía el equipo masculino que tomó un gran auge. Con esfuerzo y pocos recursos económicos, fue formando un equipo competitivo con mentalidad de vencedoras. Durante su carrera con la 'vino tinto' femenina, el panameño clasificó a las chicas a tres mundiales sub-17 (2010, 2013 y 2016), ganó el oro en los Juegos Centroamericanos y del Caribe (2010) y logró el segundo lugar en los Juegos Bolivarianos de 2009.
En los años 2020/2021 fue acusado de abusos sexuales a sus ahora exjugadoras de la selección venezolana de fútbol femenino, la "Vino Tinto".

## Trayectoria como entrenador
| Club                                                    | País                 | Año         |
| ------------------------------------------------------- | -------------------- | ----------- |
| Selección femenina de fútbol de Panamá                  | Panamá               | 2002 - 2006 |
| Selección femenina de fútbol de Venezuela               | Venezuela            | 2008 - 2017 |
| Deportivo Táchira - Femenino                            | Venezuela            | 2017 - 2018 |
| Selección femenina de fútbol de la República Dominicana | República Dominicana | 2019 - 2020 |
| Selección femenina de fútbol de Panamá                  | Panamá               | 2020        |

## Palmarés
- Juegos del ALBA - Campeón en el año 2009 con la Selección femenina de fútbol de Venezuela
- XXI Juegos Centroamericanos y del Caribe - Campeón en el año 2010 con la Selección femenina de fútbol de Venezuela
- Campeonato Sudamericano Femenino Sub-17 - Campeón en el año 2013 con la Selección femenina de fútbol sub-17 de Venezuela
- Juegos Olímpicos de la Juventud - Sub Campeón en el año 2010 con la Selección femenina de fútbol sub-17 de Venezuela
- Campeonato Sudamericano Femenino Sub-17 - Campeón en el año 2016 con la Selección femenina de fútbol sub-17 de Venezuela

### Participación en Campeonatos Mundiales
| Selección                                        | Mundial                                        | Resultado  | Sede              |
| ------------------------------------------------ | ---------------------------------------------- | ---------- | ----------------- |
| Selección femenina de fútbol sub-17 de Venezuela | Copa Mundial Femenina de Fútbol Sub-17 de 2010 | 12.º lugar | Trinidad y Tobago |
| Selección femenina de fútbol sub-15 de Venezuela | Juegos Olímpicos de la Juventud                | 2.º lugar  | China             |
| Selección femenina de fútbol sub-17 de Venezuela | Copa Mundial Femenina de Fútbol Sub-17 de 2014 | 4.º lugar  | Costa Rica        |
| Selección femenina de fútbol sub-17 de Venezuela | Copa Mundial Femenina de Fútbol Sub-17 de 2016 | 4.º lugar  | Jordania          |

## Condecoraciones
| Distinción                                          | Año  |
| --------------------------------------------------- | ---- |
| Mejor Entrenador del Año en Venezuela               | 2010 |
| Orden Francisco de Miranda - Categoría Generalísimo | 2014 |
| Mejor Entrenador del Año en Venezuela               | 2014 |
| Mejor Entrenador del Año en Venezuela               | 2016 |